# Пивненко, Валентина Николаевна
Валенти́на Никола́евна Пивне́нко (в девичестве Васи́льева, род. 14 июня 1947, Петрозаводск, КФССР, СССР) — советский профсоюзный и партийный деятель, российский политический деятель, депутат Государственной Думы III, IV, V, VI, VII и VIII созывов. В Госдуме VII созыва являлась первым заместителем председателя комитета Госдумы по региональной политике и проблемам Севера и Дальнего Востока, член фракции «Единая Россия». Кандидат экономических наук.
Из-за вторжения России на Украину, находится под международными санкциями Евросоюза, США, Великобритании и ряда других стран

## Биография
Родилась 14 июня 1947 года в Петрозаводске. Отец — Николай Михайлович Васильев был строителем дорог. Воевал в Советско-финляндскую зимнюю войну, сражался в «Долине смерти» севернее Питкяранты в составе 18-й дивизии. С 1941 года воевал в Великую Отечественную войну, был тяжело ранен, после госпиталя в 1944 году его комиссовали. Умер от фронтовых ран, так и не увидев дочь. Мать — Любовь Ивановна, растила дочь одна.

### Образование
В 1965 году Валентина Васильева окончила Петрозаводский лесотехникум, получив среднее специальное образование.
В 1978 году окончила Петрозаводский государственный университет им. О. В. Куусинена (с 1991 года — Петрозаводский государственный университет), в 1992 году — Академию труда и социальных отношений в Москве по специальности «экономист-социолог».
Кандидат экономических наук, в 2011 году защитила диссертацию по теме «Влияние районирования северных регионов России на формирование и реализацию социальной политики» в Российской академии государственной службы при президенте РФ (РАНХиГС).

### Начало карьеры и профсоюзная работа
После окончания лесотехникума Валентина Васильева с 1966 по 1971 год работала техником-лесохимиком и инженером Петрозаводского и Прионежского химлесхозов. В эти годы вышла замуж за рабочего локомотивного депо Рудольфа Пивненко.
В 1971 году Пивненко перешла на комсомольскую работу, став заведующей сектором учёта и финансов Прионежского райкома ВЛКСМ. С 1975 года по 1979 год — инженер по учёту кадров, начальник отдела труда и заработной платы Петрозаводского леспромхоза.
В 1979 году Валентина Пивненко перешла на профсоюзную работу, став ответственным секретарем Карельского областного (позже — республиканского) профсоюза работников местной промышленности и коммунально-бытовых предприятий. С 1984 по 1992 годы она возглавляла отдел производственной работы и заработной платы, а после отдел экономической защиты трудящихся Карельского республиканского Совета профсоюзов. В апреле 1992 года среди ещё шести кандидатов была избрана председателем Карельского республиканского совета профсоюзов и занимала этот пост до июня 1994 года.
На протяжении 20 лет Валентина Пивненко оставалась членом КПСС, покинув партию только в августе 1991 года. В 1993 году Пивненко была сторонницей гайдаровских реформ, но призывала не забывать о положении обедневших граждан. Одновременно поддерживала Александра Руцкого как оппонента Бориса Ельцина, но после событий октября 1993 года Пивненко больше не поддерживала Руцкого.

### Парламент Карелии и Совет Федерации
17 января 1994 года Верховный Совет Республики Карелия принял закон о выборах депутатов первого созыва в новый двухпалатный парламент республики — Законодательное собрание. Выборы проходили в обе палаты: 25 депутатов в Палату республики и 36 депутатов в Палату представителей. В апреле 1994 года Валентина Пивненко была избрана депутатом Палаты представителей Заксобрания I созыва по Прионежскому избирательному округу, а 17 мая 1994 года стала председателем палаты.
В декабре 1995 года было определено, что руководители обеих палат парламента будут поочередно представлять Карелию в Совете Федерации. Таким образом Пивненко по должности была членом Совета Федерации с 23 января 1996 года по 5 марта 1997 года. С января 1996 года — член Комитета по бюджету, финансовому, валютному и кредитному регулированию, денежной эмиссии, налоговой политике и таможенному регулированию, с февраля 1996 года — заместитель председателя Комитета по бюджету, финансовому, валютному и кредитному регулированию, денежной эмиссии, налоговой политике и таможенному регулированию. Затем её сменил председатель Палаты республики Иван Александров.
На выборах II созыва, состоявшихся 26 апреля 1998 года, Пивненко вновь была избрана депутатом Палаты представителей. А 14 мая 1998 на первом заседании она была избрана председателем Палаты представителей. Затем с июля 1998 по февраль 2000 года снова представляла Карелию в Совете Федерации. Занимала должность заместителя председателя комитета по бюджету, налоговой политике, финансовому, валютному и таможенному регулированию и банковской деятельности. Также возглавляла временную комиссию по расследованию причин, обстоятельств и последствий принятия решений правительства РФ и Центрального банка РФ от 17 августа 1998 года о реструктуризации государственных краткосрочных обязательств, девальвации обменного курса рубля, введения моратория на осуществление валютных операций капитального характера с 15 октября 1998 г, приведших к дефолту.
Полномочия в Совете Федерации были прекращены 16 февраля 2000 году в связи с избранием в Государственную думу РФ.

### Государственная дума
В 1999 году Валентина Пивненко подписала «обращение к российской общественности» с призывом к созданию избирательного блока за «равные права регионов». В результате оформился блок «Голоса России», костяком которого стали губернаторы ряда регионов во главе с губернатором Самарской области Константином Титовым. «Голоса» просуществовали несколько месяцев, после его члены разошлись по иным партиям и объединениям.
19 декабря 1999 года Валентина Пивненко баллотировалась по Карельскому одномандатному избирательному округу № 16 (была выдвинута группой избирателей) и была избрана депутатом Государственной думы III созыва, набрав 30,46 % голосов. В Парламенте вошла в группу «Народный депутат» С 19 января 2000 года — председатель Комитета по проблемам Севера и Дальнего Востока. В октябре 2000 года была избрана председателем межфракционной депутатской группы «Север России», в которую входили более 60 депутатов из северных регионов.
В январе 2000 года она стала доверенным лицом Владимира Путина в президентской кампании, в мае 2000 года стала членом политсовета партии «Единство», позже ставшей «Единой Россией». Также в 2001—2003 годах Пивненко возглавляла Карельское региональное отделение Народной партии Российской Федерации, лидером которой был Геннадий Райков.
7 декабря 2003 года избрана депутатом Государственной думы IV созыва от Карельского одномандатного округа № 17. Одержала победу на выборах в Карельском одномандатном избирательном округе № 16, набрав 50,43 % голосов, тогда как основная соперница от партии «Яблоко» Ирина Петеляева набрала только 17,49 % избирателей. 16 января 2004 года была вновь избрана председателем Комитета по проблемам Севера и Дальнего Востока.
2 декабря 2007 избрана депутатом Государственной думы V созыва. Баллотировалась по списку «Единой России» в составе региональной группы № 10 (Республика Карелия), занимала вторую позицию в группе. Вошла во фракцию «Единой России». С 24 декабря 2007 года — вновь председатель Комитета Государственной Думы по проблемам Севера и Дальнего Востока.
В единый день голосования 4 декабря 2011 года Валентина Пивненко была избрана депутатом Государственной думы VI созыва. Возглавляла список «Единой России» в составе региональной группы № 10 (Республика Карелия). В Госдуме входила во фракцию «Единой России» и занимала пост первого заместителя председателя комитета по региональной политике и проблемам Севера и Дальнего Востока.
В мае 2016 года по итогам предварительного голосования «Единой России» по отбору кандидатов в депутаты Государственной думы VII созыва. В региональной группе, включающей республику Карелия, набрала 46,91 % голосов и заняла первое место. В 18 сентября 2016 избрана депутатом по Карельскому одномандатному избирательному округу № 17. По итогам выборов получила 36,56 % голосов, вдвое обогнав Ирину Петеляеву, выдвинутую партией «Справедливая Россия» (17,48 %). В новом созыве Госдумы сохранила пост первого заместителя председателя комитета по региональной политике и проблемам Севера и Дальнего Востока. Входила во фракцию «Единой России».
Валентина Пивненко победила по одномандатному округу на прошедших в конце мая 2021 года праймериз «Единой России» и была отобран для участия в выборах в Госдуму VIII созыва от Карелии. 20 сентября 2021 года ЦИК Карелии сообщил, что депутатом Государственной думы VIII созыва от Республики Карелия избрана Валентина Пивненко, которая набрала 27,69 процента голосов избирателей Карелии.
Общественный штаб помощи жителям Донбасса создан в Карелии в 2022 году. Валентина Пивненко, как депутат Государственной думы, возглавила эту новую общественную структуру.

## Законотворческая деятельность
С 1999 по 2021 год, в течение исполнения полномочий депутата Государственной Думы III, IV, V, VI и VII созывов, Валентина Пивненко выступила соавтором 109 законодательных инициатив и поправок к проектам федеральных законов.
Большая часть законодательных инициатив Валентины Пивненко связаны с социально-экономическом положением Карелии, лоббированием льгот для республики и вообще районов Крайнего Севера. Среди таких инициатив — возвращение возраста выхода на пенсию для жителей Севера к уровню до пенсионной реформы. Также в мае 2021 Валентину Пивненко включили в Госкомиссию по вопросам развития Арктики.

## Санкции
23 февраля 2022 года внесена в санкционные списки стран Евросоюза за действия и политику, которые подрывают территориальную целостность, суверенитет и независимость Украины и ещё больше дестабилизируют Украину.
24 февраля 2022 года включена в санкционный список Канады «близких соратников режима» за голосование о признании независимости «так называемых республик в Донецке и Луганске».
24 марта 2022 года, на фоне вторжения России на Украину, попала в санкционный список США за «соучастие в войне Путина» и «поддержку усилий Кремля по вторжению в Украину», Госдеп США заявил что депутаты Госдумы используют свои полномочия для преследования инакомыслящих и политических оппонентов, нарушают свободу информации, ограничивают права человека и основные свободы граждан России.
Позднее, по аналогичным основаниям, включена в санкционные списки Великобритании, Швейцарии, Австралии, Японии, Украины и Новой Зеландии.

###### Уголовное преследование
22 марта 2023 года украинский суд заочно приговорил Пивненко к 15 годам лишения свободы с конфискацией имущества по статье о посягательстве на территориальную целостность и неприкосновенность Украины.

## Членство в консультативных органах при Президенте Российской Федерации
С 24 августа 1995 года по 29 мая 1997 года — член Совета по местному самоуправлению при Президенте Российской Федерации.
С 8 февраля 2001 года по 25 октября 2004 года — член Национального совета при Президенте Российской Федерации по пенсионной реформе.

## Награды
- орден «За заслуги перед Отечеством» IV степени (31 июля 2012 года) — за большой вклад в развитие российского парламентаризма и активное участие в законотворческой деятельности[26]
- орден Почёта (20 апреля 2006 года) — за активное участие в законотворческой деятельности и многолетнюю добросовестную работу[27]
- орден Дружбы (19 мая 2001 года) — за большой вклад в укрепление дружбы и сотрудничества между народами и активную законотворческую деятельность[28]
- юбилейная медаль «300 лет Российскому флоту»[29]
- медаль «В память 850-летия Москвы»[29]
- медаль «За трудовую доблесть»[29]
- медаль «Ветеран труда»[29]
- Орден «Сампо» (23 мая 2022 года, Республика Карелия, Россия) — за особо выдающиеся достижения и заслуги перед Республикой Карелия и её жителями в государственной, профессиональной и общественной деятельности, в области государственного строительства и социально-экономического развития республики[30][31]
- Медаль «За заслуги перед Республикой Карелия» (8 июня 2020 года, Республика Карелия, Россия) — за заслуги перед Республикой Карелия и её жителями, большой вклад в социально-экономическое развитие республики и активную работу в составе Государственной комиссии по подготовке к празднованию 100-летия образования Республикой Карелия[32]
- заслуженный работник народного хозяйства Республики Карелия (1997)[29]
- звание «Лауреат 1999 года Республики Карелия» (28 декабря 1998 года) — за большой личный вклад в социально-экономическое развитие республики и плодотворную общественно-политическую деятельность[33]
- орден святой равноапостольной княгини Ольги III степени (РПЦ) — во внимание к помощи храму Знамения Божией Матери на Шереметевом дворе[34]
- Почётная грамота правительства Российской Федерации (17 апреля 2006 года) — за заслуги в законотворческой деятельности, активное участие в развитии парламентаризма в Российской Федерации и в связи со 100-летием учреждения Государственной думы в России[35]
- Благодарность Правительства Российской Федерации (16 декабря 2019 года) — за большой вклад в развитие российского парламентаризма и активную законотворческую деятельность[36][4].

## Доходы
Валентина Пивненко декларировала доходы за 2020 год в размере 8 млн 935 тыс. рублей (годом ранее — 8 млн 14 тыс. рублей). В собственности Валентины Пивненко земельный участок площадью 2535 м², дом 103,5 м², два гаража, баня, а также квартира 137,3 м².

## Семья
Замужем, есть сын и дочь.
Дочь живёт в Германии.